# Woodsia nonsuchae
Woodsia nonsuchae är en fiskart som först beskrevs av Charles William Beebe 1932.  Woodsia nonsuchae ingår i släktet Woodsia och familjen Phosichthyidae. Inga underarter finns listade i Catalogue of Life.